# T-65 Ala-X
El T-65 Ala-X es un caza estelar del universo ficticio de Star Wars. Es llamado comúnmente Ala-X, el nombre de la serie a la que pertenece. Es conocida principalmente por ser usada por la Alianza Rebelde y porque uno de sus miembros, Luke Skywalker, destruyó la estación espacial imperial conocida como la Estrella de la Muerte a bordo de una de estas naves.

## Descripción
El fuselaje del caza está hecho a base de una aleación de titanio y la cúpula de la cabina es de acero trasparente.
El caza tiene una gran potencia de fuego: cuenta con lanzatorpedos de protones Krupx MG7 y cañones láser Taim & Back KX9. Los dos lanzatorpedos están montados en los laterales de la nave y tienen una capacidad de tres torpedos cada uno, mientras que los cuatro cañones láser están colocados en los extremos de las alas y pueden dispararse según la combinación que el piloto quiera. Las distintas configuraciones posibles son:

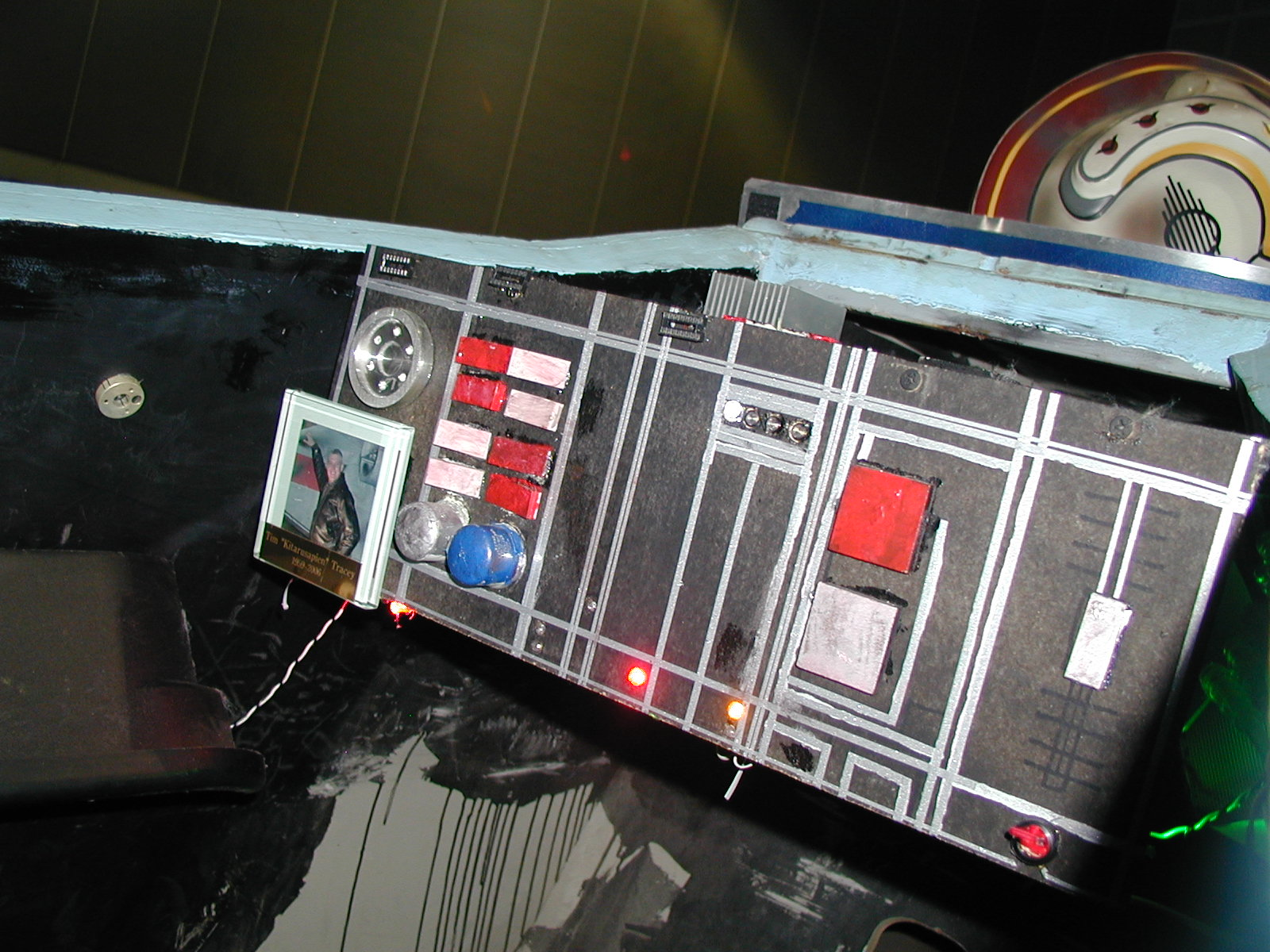
Mandos del Ala-X.

- Fuego simple, donde cada cañón dispara de forma individual.
- Fuego dual, donde dos cañones, uno de cada lado, se emparejan. Las parejas disparan de forma alternativa.
- Fuego cuádruple, donde los cuatro cañones disparan a la vez, hacia un mismo punto de objetivo.

El T-65 tiene dos pares de alas montadas en la parte trasera de la nave. Durante el vuelo rutinario, las alas están fijadas unas contra otras, pero en el combate las alas se abren para aumentar la cobertura de los cañones láser que llevan montados en las puntas. Esto da a la nave su distintiva apariencia en forma de X cuando se ve desde la parte frontal o trasera. Los cañones de algunos modelos antiguos no pueden ser disparados con las alas en posición fija, sin abrir.
La nave tiene un espacio de cabina para un piloto, asistido por un androide (como una unidad R2) en un emplazamiento externo. El androide controla el estado de la nave y puede efectuar reparaciones de emergencia.

## Historia
El Ala-X fue diseñado originalmente por la empresa Incom Corporation en algún momento antes de la proclamación del Imperio Galáctico. No obstante, una vez convertido en emperador, Palpatine trató de eliminar cualquier amenaza contra su poder y muchas de estas compañías fueron absorbidas o destruidas ante la sospecha de su simpatía hacia la Alianza Rebelde que surgió en contra del Imperio. Algunos de los diseñadores más importantes de Incom fueron detenidos para su interrogación debido a estas sospechas, pero la Alianza Rebelde les rescató junto con los planos y prototipos de su nuevo y secreto proyecto, el caza T-65 Ala-X.
El diseño proviene directamente del Z-95 Headhunter, creado por Incom y Subpro. El Ala-X ha sido actualizado con asiduidad durante su periodo de diseño. El modelo original T-65AC1 de la Alianza fue un caza competente para su tiempo, de alto costo y difícil de construir, pero pronto fue sustituido por el T-65AC2, el cual tenía una aceleración superior, cuatro potentes motores con capacidad de impulso de salto estelar, cuatro cañones láser y lanzadores de torpedos, generadores de escudos delanteros y posteriores, que le permite resistir algunos impactos de cañones láser enemigos, que podrían impactar la nave en una situación de combate durante las misiones de caza escolta, combate contra otras naves y en las misiones de ataque, contra objetivos defendidos con cañones turbo láser. 
El T-65AC3 mejoró la mecánica, escudos y sensores; el T-65AC4 fue principalmente una nueva mejora del motor, el cual casi quedó equiparado con el del A-Wing. Otro diseño destacable fue el T-65D-AD1, que reemplazó el androide astromecánico por un ordenador interno que efectuaba cálculos de salto al hiperespacio. Sin embargo, fue considerado un fracaso (parcialmente debido a la facilidad de sabotajes), y la superioridad de combate que le ofrece tener a un Robot como asistente de vuelo.
Poco después de la invasión vong, la Nueva República presentó la serie "J" de los Ala-X. Un tercer lanzador de torpedos fue añadido en el lugar donde antes estaba un compartimento de carga. Esto elevó el número de torpedos que podía cargar un Ala-X a nueve. Los motores, los cañones láser y la mecánica también fueron mejorados. El "XJ" fue muy mejorado en todos los aspectos respecto a los primeros diseños, y fue destinado inicialmente a escuadrones de cazas con pilotos Jedi. Fueron desarrolladas tres versiones, culminando con el T-65J2: la evolución definitiva del Ala-X. Muchas Ala-X antiguas fueron reconvertidas en la reconocida versión T-65BR.
Se ha pretendido que la serie Ala-X fuera reemplazada por la E-Wing aproximadamente seis años después de la batalla de Endor, pero cuestiones relacionadas con el colocamiento de las armas en los diseños iniciales retrasaron la producción a gran escala. Esta finalmente se logró, pero la producción de Ala-X continuó y puede que haya equipado a escuadrones de cazas que no están "al frente del cañón". Una excepción destacable es el Rogue Squadron, el mejor escuadrón de élite de la República, conocido por emplear Ala-X exclusivamente.
Durante la invasión Vong, la serie "J" formaba parte de la flota, complementando a los más avanzados (y realmente más caros) E-Wing serie III. Algunos grupos paramilitares también estaban equipados con las primeras series J (probablemente T-65J o T-65J2). Las fuerzas de defensa del sistema y grupos paramilitares más pobres pueden que hayan tenido Ala-X de distinta antigüedad y capacidad.
En el "Universo Expandido" hay dos sistemas de identificación para los Ala-X que están en conflicto. La denominación básica es T-65 y permanece constante, pero el modificador no es consistente. Al menos dos sistemas han sido usados. Uno de ellos utiliza el sufijo AC1, con el último número incrementado con versiones posteriores del caza. Otro sistema se asemeja al de los Estados Unidos, en el que se adjunta una letra al final, en orden creciente (T-65B, T-65C, T-65D, etc).

## Origen y diseño
La empresa Industrial Light & Magic (ILM) fue la encargada de la fabricación del T-65 Ala-X. Joe Johnston se encargó de diseñar los esbozos del caza, mientras que Colin Cantwell se ocupó de construir los modelos que finalmente se convertirían en el T-65 que aparece en Star Wars Episodio IV: Una nueva esperanza. El T-65 fue diseñado con el objetivo de que pareciera más "tradicional" que los cazas TIE del Imperio. ILM construyó miniaturas en varias escalas, cada una de ellas con marcas en el ala para indicar que nave pertenece a que piloto.
Cada modelo del T-65 fue construido en torno a un núcleo hueco elaborado a partir de tubos quirúrgicos, lo que permitió la iluminación, refrigeración y los conectores eléctricos para que los motores de ala fueran instalados y mantenidos. Las cabinas fueron hechas ventanas de vidrio facetas de manera que precisa la reflexión podría ser filmada. [2] En el guion original de la película y en la novelización,  los T-65 pertenecían al "escuadrón azul", pero las limitaciones de la pantalla azul sobre la que se grababan algunas escenas obligó a cambiar el color, pasando a convertirse en el “escuadrón rojo”.

## Impacto cultural

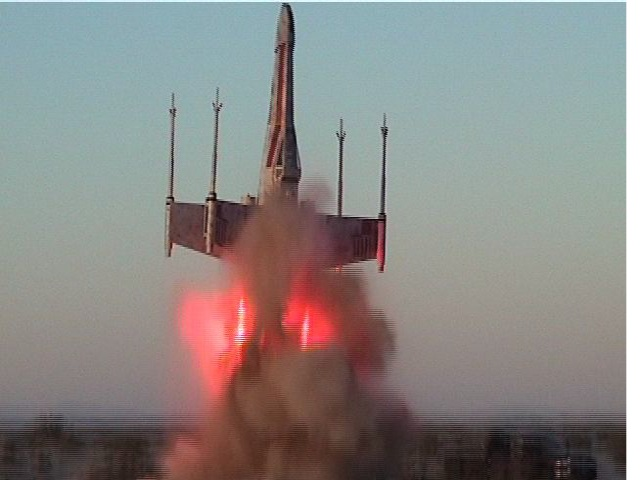
Lanzamiento del Ala-X creado por la San Diego Tripoli Rocket Association.

Debido a la celebración del vigésimo aniversario del Museo Nacional del Aire y el Espacio, la franquicia organizó una exposición con un total de 250 artículos relacionados con la saga de Star Wars, entre los que se encontraba un modelo del Ala-X de Luke Skywalker. En 2007, la San Diego Tripoli Rocket Association construyó y puso en marcha un modelo de Ala-X de 23 pies de largo, propulsado por cuatro cohetes.